# X型小惑星

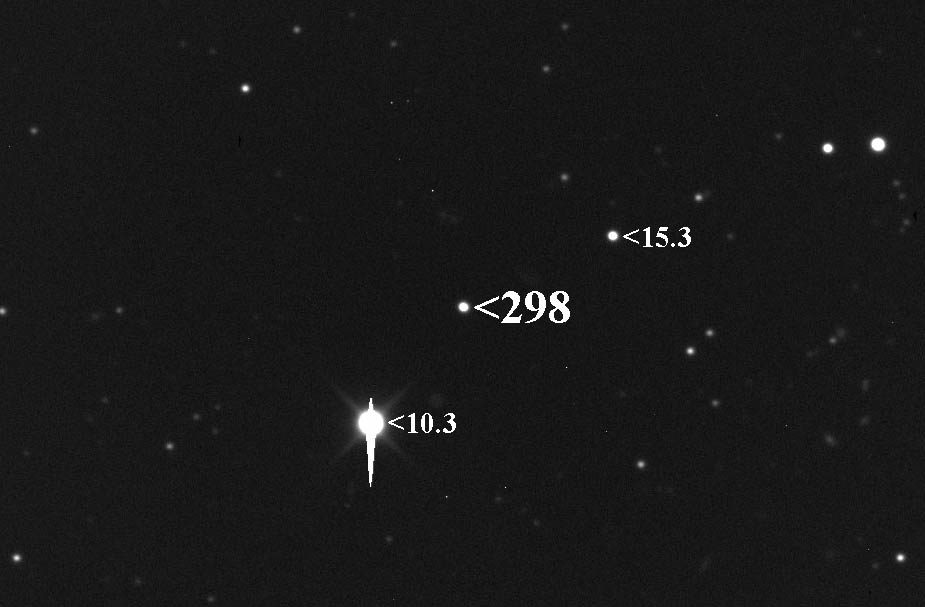

X型小惑星(X-type asteroid)は、似たようなスペクトルを持つが、恐らく組成がかなり異なる小惑星の分類の集合である。

## トーレンの分類
トーレンの分類では、X型小惑星は、以下の分類の小惑星を含む。
- E型小惑星
- M型小惑星 - 最大のグループ
- P型小惑星

このスキームでは、上記の分類の識別にアルベドが非常に大きな役割を持つ。アルベドの情報が得られない天体は、X型小惑星に分類される。一例はバージニアである。

## SMASS分類
SMASS分類はアルベドを用いないが、いくつかの分類は、トーレンの分類で用いたECASサーベイでは視認できないほど微かなスペクトルの特徴を元に区別される。X型小惑星は、以下の分類の小惑星を含む。
- X型には、「典型的な」スペクトルを持つほとんどの小惑星を含む。
- Xe型のスペクトルは、0.49μm付近に比較的幅の広い吸収線を持つ。これは、トロイリ鉱の存在を示唆しているとされる。この分類と、トーレンの分類におけるE型小惑星にはいくらかの相関がある。
- Xc及びXk型のスペクトルは、0.55μmから0.8μmまでの間に幅の広い凸型の構造を持つ（即ち、この領域で流束が増加する）。 このようなスペクトルは、上記のX型とC型、K型の中間的な性質を持つ。